# Analogue Bubblebath 3
Analogue Bubblebath 3 è il terzo EP pubblicato con lo pseudonimo AFX dal musicista Richard D. James. È il terzo EP della serie omonima.
È composto da nove tracce, tutte composte nello stile acid house techno popolare in quel periodo. È stato pubblicato nel 1993 dall'etichetta Rephlex Records sia in versione vinile 12 pollici che in versione CD. È stato ripubblicato su CD nel 1997 col titolo Analogue Bubblebath 3.1, con alcune bonus track e nuovamente nel 2002 in vinile.

## Tracce versione vinile
Lato A
1. .215061 – 4:16
2. .000890569 – 4:31
3. .38 – 0:38
4. .0180871

- - (canale sinistro) – 3:45
  - (canale destro) – 4:10

Lato B
1. .55278037732581 – 4:18
2. .942937 – 4:31
3. .1883841 (Edit) – 5:43
4. AFX 6/b – 0:31

I titoli sono codici postali, numeri telefonici e date di nascita di James e del suo socio alla Rephlex Records, Gran Wilson-Claridge], ad eccezione della traccia .38 che verrà successivamente rinominata nello stile delle altre nelle successive ripubblicazioni.
Questa edizione era contenuta in una busta di carta da pacco contenente note sulla Rephlex Records, sui luoghi d'interesse in Cornovaglia e le istruzioni su come riprodurre le tracce separate del brano .0180871, una sul canale sinistro e una sul canale destro. Quella sul canale sinistro inizia all'incirca a 12 secondi e finisce circa 20 secondi prima della fine del canale destro. Le due tracce sono state separate nelle pubblicazioni successive e vennero messi i suffissi L e R.
La confezione della versione in CD è una custodia trasparente senza note o altro, solo un'etichetta con il nome dell'album e l'indirizzo della Rephlex Records. Le prime versioni riportano la dicitura «Now With 66% More Bubbles» ("ora con il 66% in più di bolle") accompagnata da immagini di bolle, mentre nelle versioni successive le bolle furono sostituite dal simbolo di AFX. Alcune versioni sono contenute in confezioni di pluriball contenenti un CD senza alcuna nota scritta.

## Tracce versione CD
1. .215061 (CD Version) – 3:54
2. .1993841 – 8:02
3. .0180871R – 4:16
4. .942937 – 4:37
5. .0180871L – 3:52
6. .000890569 (CD Version) – 4:48
7. .55278037732581 – 4:20
8. Cat 00897-Aa1 – 4:05
9. Cat 00897-A1 – 5:06
10. AFX 6/b – 0:36
11. CD Only #1 – 4:41
12. CD Only #2 – 0:53
13. Cat 00897-A2 – 5:14

Le tracce .1993841, Cat 00897-Aa1, Cat 00897-A1, CD Only #1, CD Only #2 e Cat 00897-A2 non sono presenti nella versione in vinile. Le tracce con prefisso Cat 00897 sono presenti anche in Analogue Bubblebath 3.1. La traccia CD Only #1 è presente come sottofondo nel brano The Garden of Linmiri nell'album di Caustic Window Compilation.